# Walter Alfred Eltis
Walter Alfred Eltis (geboren 23. Mai 1933 in Warnsdorf, Tschechoslowakei; gestorben 5. April 2019) war ein britischer Ökonom und Hochschullehrer.

## Leben

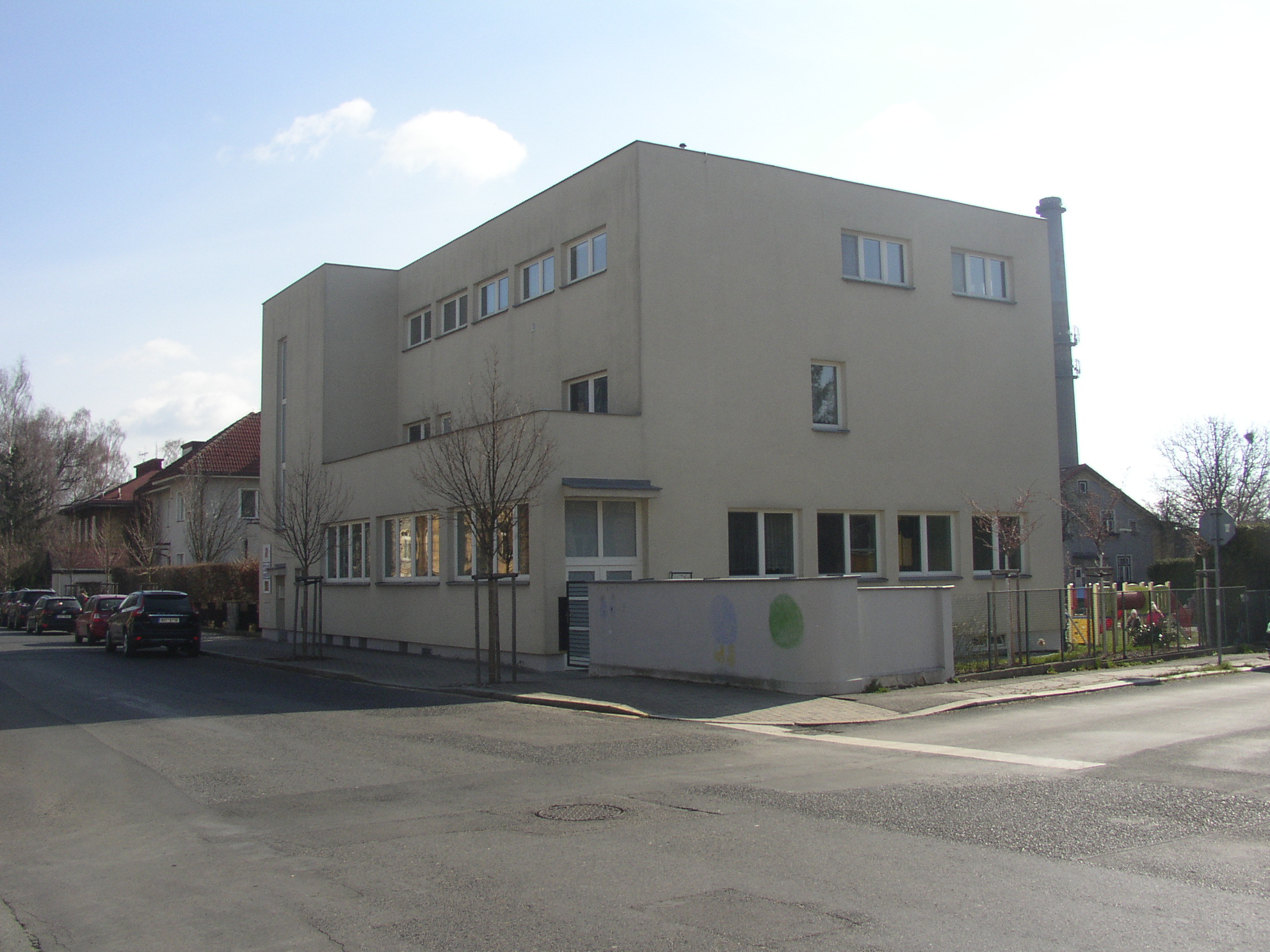
Villa der Eltern in Warnsdorf

Walter Alfred Eltis war ein Sohn des Rechtsanwalts Martin Eltis (1888–1969) und der Marie Schnitzer, er hatte zwei Geschwister. Die Familie besaß in Warnsdorf ein vom Architekten Hans Richter erbautes Wohnhaus. Seine Eltern wurden im 1938 an das Deutsche Reich angeschlossenen Sudetengau als konvertierte Juden verfolgt. Die Familie floh daher 1939 nach England.   
Eltis diente nach dem Schulbesuch von 1951 bis 1953 bei der Royal Air Force als Offizieranwärter. Er besuchte danach bis 1956 das Emmanuel College in Cambridge und studierte bei Joan Robinson. Er machte 1960 einen M.A. am Exeter College der Oxford University. Er erhielt 1990 noch einen Doctor of Letters der Oxford University. Er heiratete Shelagh Mary Owen, sie hatten drei Kinder, sein 1963 geborener Sohn ist der Historiker David Alexander Eltis. Eltis war von 1963 bis 1988 Lecturer, Fellow und Tutor am Exeter College, zwischen 1976 und 1986 war er Economics consultant bei Rowe & Pitman in London. Er wurde 1986 Economic director des National Economic Development Office und von 1988 bis 1992 dessen Generaldirektor. Er war ökonomischer Chefberater bei Michael Heseltine im Department of Trade and Industry von 1992 bis 1995 und Chief economic advisor beim Board of Trade. 
Eltis forschte und publizierte zu den Bedingungen des Wirtschaftswachstums. Er lehrte als Gastprofessor 1976/77 an der University of Toronto, 1979 am Europäischen Hochschulinstitut in Fiesole, seit 1993 an der Reading University und am Gresham College in den Jahren 1993 bis 1996. Eltis war für eine Zeit Herausgeber der Oxford Economic Papers. Er war Vizepräsident der European Society for the History of Economic Thought.
Eltis war Mitglied des Reform Clubs und 1994/95 dessen Vorsitzender. Er lebte in Boars Hill bei Oxford.

## Schriften (Auswahl)
- Routledge Library Editions: Macroeconomics: Economic Growth: Analysis and Policy.
- Economic growth: Analysis and policy. Hutchinson, 1966
- Growth and Distribution. 1973
- Robert Bacon; Walter Eltis: Britain's Economic Problem: Too Few Producers. London, 1976
- Peter J. N. Sinclair; Walter Eltis: The Money Supply and the Exchange Rate. 1981
- The Classical Theory of Economic Growth. London, 1984 (2000)
- Peter J. N. Sinclair; Walter Eltis: Keynes and Economic Policy. 1988
- Classical Economics, Public Expenditure and Growth. Aldershot, 1993
- Robert Bacon; Walter Eltis: Britain's Economic Problem Revisited. 1996
- Shelagh Mary Eltis; Walter Eltis: Condillac: Commerce and Government. 1997
- Britain, Europe and EMU. 2000